# Академия наук Латвии
Академия наук Латвии (латыш. Latvijas Zinātņu akadēmija, LZA) — высшее научное учреждение, объединяющее более 300 учёных Латвийской Республики и других стран в области естественных, инженерных, социальных и гуманитарных наук. Основана в 1946 году.
Академия расположена в Риге, недалеко от исторического центра города, в высотном здании на площади Академияс, 1, построенном по образцу московских «сталинских высоток».
Деятельность Академии наук Латвии финансируется и поддерживается государством.
Президентом Латвийской академии наук является Иварс Калвиньш.
С 1989 года Академия издаёт вестник «Zinātnes Vēstnesis».

## Предыстория
Академик Я. Страдиньш характеризовал созданное в Митаве (ныне Елгава, Латвия) в 1815 году Курляндское общество литературы и искусств, как предшественника Академии.

## История
Основана как Академия наук Латвийской ССР 14 февраля 1946 года. На то время в системе академии находилось 3 отделения и 12 научно-исследовательских институтов.

### Первый состав
14 февраля 1946 года в здании Совета министров на улице Бривибас состоялось первое общее собрание вновь созданной Академии, на котором присутствовали все 13 действительных членов и 3 члена-корреспондента. Ими стали известные авторитеты латвийской науки: лингвист Я. Эндзелинс, почвовед П. Номалс, лесовод А. Калниньш, медик П. Страдинш, микробиолог А. Кирхенштейн, архитекторы А. Круминьш и Э. Шталберг, агроном П. Лейиньш, писатель и литературный критик А. Упит, к ним добавились ещё несколько учёных латышского происхождения из СССР: Я. Пейве, А. Шмитс, М. Кадекс, П. Валескалнс. Членами Коммунистической партии были пятеро: М. Кадекс, А. Кирхенштейн, Я. Пейве, А. Упитс, П. Валескалнс; позже к ним присоединился и А. Шмит, остальные были беспартийными, некоторые из них были даже филистерами довоенного студенческого общества: П. Лейиньш, А. Круминьш, Я. Эндзелинс, П. Страдыньш, Э. Шталберг и первый почётный член Ф. Блумбахс. Паулис Леиньш, специалист по животноводству, был избран первым президентом Академии.
В последующие годы были созданы новые исследовательские институты, ставшие со временем лидирующими в СССР научными организациями в своих отраслях.
- 1948: Институт неорганической химии: разработчик плазменных технологий и сверхпрочных порошковых покрытий, в том числе для космической отрасли;
- 1957: Институт оргсинтеза: разработчик антибиотиков и противораковых препаратов, зарегистрировавший четверть новых лекарственных препаратов СССР;
- 1963: Институт механики полимеров: разработка инженерных методов расчета, производства и контроля прочности полимерных и композитных конструкций и материалов[2].

В 1990 году АН Латвийской ССР была переименована в Латвийскую академию наук. Начиная с 14 февраля 1992 года академия функционирует как научная корпорация согласно новой Хартии и Статусу. Латвийская АН представляет Латвию в Международном комитете научного сообщества (МСНС) и Ассоциации европейской академии наук (Alles). С принятием в 2007 году закона «О научной деятельности» реорганизационные процессы в Латвийской академии наук закончились.

## Финансирование
В Латвийской ССР наука являлась приоритетом и финансировалась из всесоюзного бюджета.
После восстановления независимости ассигнования на науку критически сократились. В настоящее время Латвия по вложениям в науку на европейском уровне опережает только Болгарию и Румынию, выделяя на эти цели только 29 млн евро в год.
В целом на высшее образование и науку страна выделяет 0,5 % ВВП, что противоречит Лиссабонской стратегии, которая предусматривала, что каждое государство ЕС до 2010 года должно довести ассигнования на научные исследования до 3 % от ВВП.
Численность учёных
За годы после восстановления независимости численность учёных в Латвии сократилась в четыре раза: с 31 до 8 тыс. человек.
Количество научных кадров на 1000 работающих в Латвии вдвое ниже, чем в Эстонии.

## Президенты
- Паулис Леиньш (1946—1951)
- Ян Пейве (1951—1959)
- Карл Плауде (1960—1970)
- Александр Малмейстер (1970—1984)
- Бруно Пурин (1984—1989)
- Янис Лиелпетерис (1989—1994)
- Талис Миллерс (1994—1998)
- Янис Страдиньш (1998—2004)
- Юрис Экманис (2004—2012)
- Ояр Спаритис (2012—2020)
- Иварс Калвиньш (с 2020)

## Состав Латвийской академии наук
Последние на сегодняшний день выборы в Академию прошли 21 ноября 2024 года; избрано 12 новых академиков, 5 членов-корреспондентов и 5 иностранных членов. На 13 августа 2025 года количество действительных членов академии — 156, членов-корреспондентов — 131, зарубежных членов — 94. Среди последних — российские учёные А. А. Андронов и Р. А. Эварестов. В составе академии работает зарубежное отделение в Нью-Йорке, возглавляемое проф. Н. Балабкиным.
Структура правления
- Комиссия по надзору Латвийской академии наук (LZA Uzraudzības padome)
- Правление Латвийской академии наук (LZA Valde)
- Президиум Латвийской академии наук (LZA Prezidijs)
- Сенат Латвийской академии наук (LZA Senāts)

## Отделения Латвийской академии наук
- Физико-техническое отделение
- отделение химических, биологических и медицинских наук
- отделение гуманитарных и социальных наук
- отделение с/х и леса
- научно-исследовательский центр
- комиссия по терминологии
- центр европейских программ
- государственный совет по присуждению звания «emeritus»
- зарубежное отделение
- дирекция высотного здания

## Награды Латвийской академии наук
- Большая медаль Академии наук Латвии Большая медаль Академии наук Латвии
- Премия молодых учёных

Большая медаль Академии наук Латвии

- Премия Фридриха Цандера в инженерии и механике
- Премия Людвига и М. Янсона
- Годовая премия AS «Grindex»
- Премия учёным AS «Aldaris»